# Терпіу (Бістріца-Несеуд)
Терпіу (рум. Tărpiu) — село у повіті Бистриця-Несеуд в Румунії. Входить до складу комуни Думітра.
Село розташоване на відстані 333 км на північний захід від Бухареста, 9 км на північний захід від Бистриці, 76 км на північний схід від Клуж-Напоки.

## Населення
За даними перепису населення 2002 року у селі проживали 938 осіб. Рідною мовою 937 осіб (99,9%) назвали румунську.
Національний склад населення села:
| Національність | Кількість осіб | Відсоток |
| -------------- | -------------- | -------- |
| румуни         | 829            | 88,4%    |
| цигани         | 103            | 11,0%    |
| угорці         | 6              | 0,6%     |